# Ceriodaphnia reticulata
Ceriodaphnia reticulata is een watervlooiensoort uit de familie van de Daphniidae. De wetenschappelijke naam van de soort is voor het eerst geldig gepubliceerd in 1820 door Jurine.